# (300226) Francocanepari
(300226) 2006 XK51 es un asteroide perteneciente al cinturón de asteroides, región del sistema solar que se encuentra entre las órbitas de Marte y Júpiter, descubierto el 13 de diciembre de 2006 por el equipo del Observatorio Astronómico de las Montañas de Pistoia desde el Observatorio Astronómico de las Montañas de Pistoia, Toscana, Italia.

## Designación y nombre
Designado provisionalmente como 2006 XK51. Fue nombrado 2006 XK51 en homenaje a Franco Canepari, cofundador de la Asociación de Astronomía Valdinievole A. Pieri. Su actividad principal está dedicada a la popularización de la astronomía en el Planetario de Monsummano Terme. También le interesan las observaciones del Sol y los planetas.

## Características orbitales
2006 XK51 está situado a una distancia media del Sol de 3,147 ua, pudiendo alejarse hasta 3,879 ua y acercarse hasta 2,414 ua. Su excentricidad es 0,232 y la inclinación orbital 10,75 grados. Emplea 2039,58 días en completar una órbita alrededor del Sol.

## Características físicas
La magnitud absoluta de 2006 XK51 es 15,8. Tiene 6,162 km de diámetro y su albedo se estima en 0,022. 